# Madeleine Egle
Madeleine Egle, née le 21 août 1998 à Hall en Tyrol, est une lugeuse autrichienne.

## Carrière
Elle est médaillée de bronze en simple femmes aux Jeux olympiques de la jeunesse d'hiver de 2016 à Lillehammer et médaillée de bronze par équipes aux Jeux olympiques d'hiver de 2018 à Pyeongchang.

## Palmarès

### Jeux olympiques d'hiver
- médaille d'argent par équipe en 2022.
- médaille de bronze par équipe en 2018.

### Championnats du monde
- médaille d'or en relais en 2021.
- médaille d'argent en relais en 2023 et 2025.
- médaille de bronze en individuel en 2024.
- médaille de bronze en simple mixte en 2025.

### Coupe du monde
- 1 petit globe de cristal en individuel : 
  - Vainqueur du classement classique en 2022.
- 25 podiums :
  - en simple : 14 victoires, 5 deuxièmes places et 3 troisièmes places.
  - en sprint : 2 victoires et 1 troisième place.
- 16 podiums en relais : 8 victoires, 4 deuxièmes places et 4 troisièmes places.

### Détails des victoires en Coupe du monde
| Édition   | Piste                                         | Total |
| 2021-2022 | Pékin Altenberg Igls (sprint) Sigulda Oberhof | 5     |
| 2022-2023 | Igls (simple, sprint) Whistler Winterberg     | 4     |
| 2023-2024 | Lake Placid Winterberg Igls                   | 3     |
| 2024-2025 | Igls Oberhof I Altenberg Oberhof II           | 4     |

### Championnats d'Europe de luge
- : Médaille d'or en équipe en 2020.
- Médaille d'or en individuel en 2024.